# Andrzej Pietras
Andrzej Pietras (ur. 19 listopada 1954 w Lublinie) – współzałożyciel zespołu Bajm, muzyk, kompozytor, autor tekstów, manager i producent.

## Życiorys
Urodził i wychowywał się w Lublinie, jest synem Wojciecha i Jadwigi Pietrasów. W dzieciństwie trenował koszykówkę i jednocześnie interesował się muzyką – śpiewał i grał na perkusji w zakładanych przez siebie amatorskich zespołach oraz grał w zespole działającym przy III Liceum Ogólnokształcącym im. Unii Lubelskiej w Lublinie. W 1976 rozpoczął profesjonalną pracę w przemyśle rozrywkowym.
Był wokalistą i perkusistą rockowego zespołu Targowisko Próżności. W 1978 z Beatą Kozidrak i jej bratem Jarosławem oraz Markiem Winiarskim założył zespół Bajm. Jako członek zespołu brał udział w nagraniu płyt: Bajm (1983), Martwa woda (1985) oraz Chroń mnie (1986). Jest autorem muzyki do takich przebojów grupy jak: „Diament i sól”, „Miłość nie umiera”, „Ja” czy „Nagie skały”. W 1988 przestał być muzykiem zespołu, pozostając jego menedżerem. Wyprodukował wszystkie płyty Bajmu.

## Życie prywatne
W latach 1979–2016 był mężem Beaty Kozidrak. Mają dwie córki: Katarzynę (ur. 1981) i Agatę (ur. 1993).